# Липатов, Михаил Афанасьевич
Михаил Афанасьевич Липатов (5 сентября 1870—16 июля 1934) — крестьянин, депутат Государственной думы II созыва от Тамбовской губернии.

## Биография
Крестьянин села Нащёкино Кирсановского уезда Тамбовской губернии. Родился 5 сентября 1870 года, крещён 6 сентября 1870 года. Отец – собственник с. Нащёкино Афанасий Ефимович Липатов, мать – Фёкла Феодоровна Липатова. Оба православного исповедания. Учился в начальной школе. Участвовал в русско-японской войне в чине унтер-офицера, был награждён орденом Святого Георгия за то, что взял в плен японского офицера.
Вернувшись с войны, занимался земледелием на своём наделе, имел дом, дополнительный заработок приобретал благодаря торговле. Являлся одним из создателей и руководителей Нащекинской кооперативной табачно-махорочная фабрики. Ко времени выборов в Государственную Думу оставался беспартийным.
11 февраля 1907 года избран в Государственную думу II созыва от общего состава выборщиков Тамбовского губернского избирательного собрания. Вошёл в состав Трудовой группы и фракции Крестьянского союза. Состоял членом думской комиссии о нормальном отдыхе служащих в торговых и ремесленных заведениях и комиссии по народному образованию.
После третьеиюньского переворота (досрочного роспуска Думы) вернулся на родину, проживал в селе Верхнее Нащёкино Тамбовской губернии под постоянным надзором полиции (до 1917 года). Дружил  со школьными учителями, сельской интеллигенцией, сам всю жизнь занимался самообразованием.
Детали дальнейшей судьбы неизвестны.

## Семья
- Отец — Афанасий Ефимович Липатов — крестьянин села Нащёкино[1].
  - Братья и сёстры — в семье А. Е. Липатова было 17 человек[1].
- Жена — Евдокия[4]
  - Дети — 5 детей, в том числе Николай (1903—1986)
    - Внук — Лев Николаевич Липатов (1940—2017), физик-теоретик, академик РАН;
    - Внук — Леонид Николаевич Липатов — капитан дальнего плаванья[1][4].

### Рекомендуемые источники
- Буланова Л .В, Токарев Н. В. Представители тамбовского крестьянства — депутаты Государственной думы I—IV созывов // Общественно-политическая жизнь Российской провинции XX века. Тамбов, 1991. Выпуск 2;
- Земцев Л. И. Крестьяне Центрального Черноземья в Государственной думе I созыва // Крестьяне и власть. Тамбов, 1995;
- Липатов Н. М. Воспоминания о моих детских годах. — СПб: ИрКаЛи, 2003. — 52 с.
- Акатушева Л. П. Липатовы // Акатушева Л. П. На берегах Большого Ломовиса. Книга 2: историко библиографические очерки. — Тамбов: изд-во Першина Р. В., 2014. — С. 141—142.

### Архивы
- Российский государственный исторический архив. Фонд 1278. Опись 1 (2-й созыв). Дело 241.
- Государственный архив Тамбовской области. Фонд 1049. Опись 2. Дело 4640. Лист.13-14 (оборот).